# Gordelboog

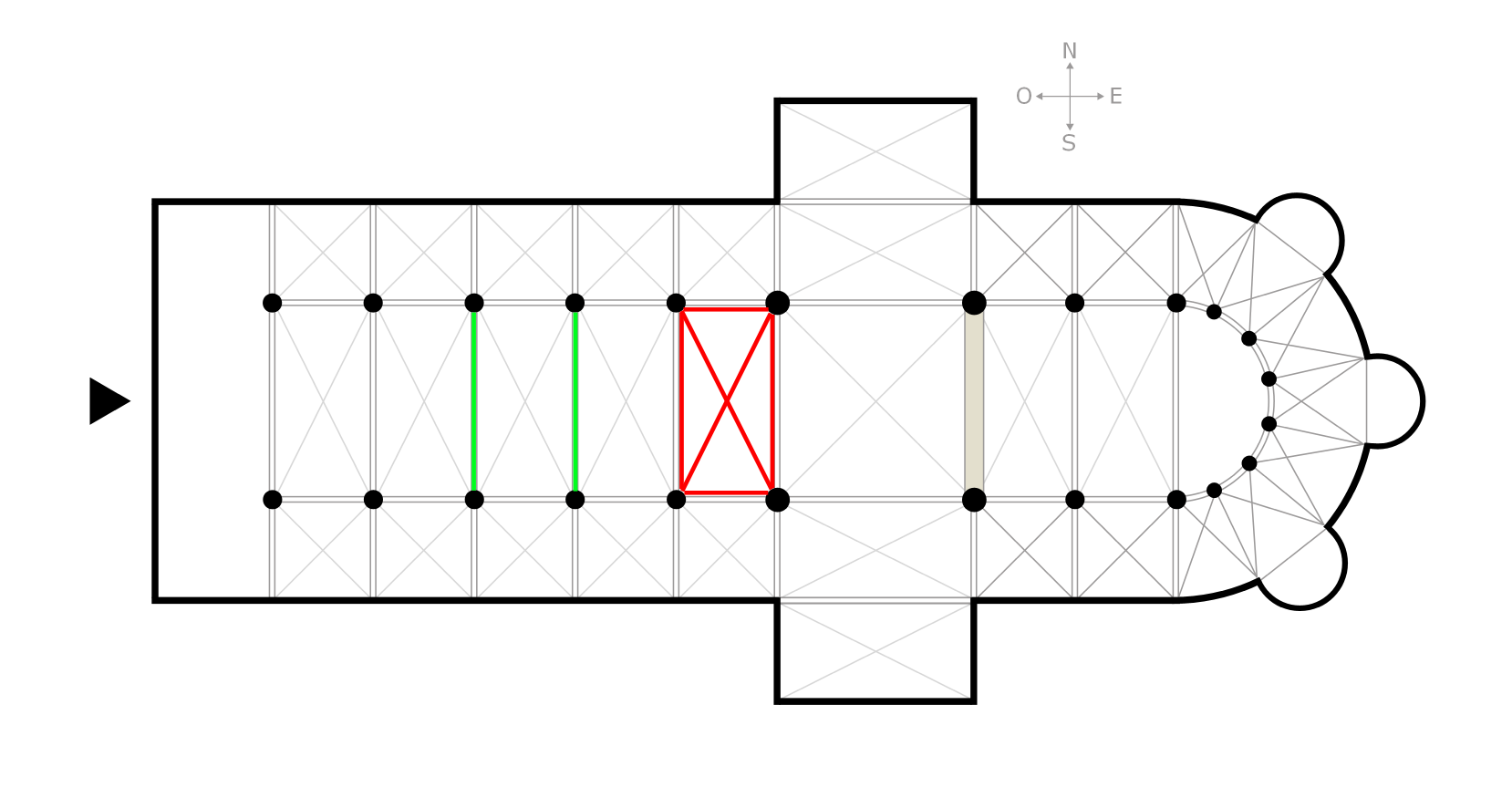
Plattegrond van een kruiskerk met gordelboog (groen) en travee (rood)

Een gordelboog is een boog tussen twee gewelfvlakken in, en staat loodrecht op de muren waartussen het gewelf is gespannen. De diagonale bogen in een kruisgewelf overspannen juist diagonaal de afstand tussen met kolommen.
In de romaanse architectuur was de gordelboog in kerken de basis van het boogdak boven het schip, in romaanse kerken zijn de gordelbogen daarom ook altijd breed en zwaar uitgevoerd en duidelijk zichtbaar. Na de constructie van de gordelboog kon de rest van de gewelven, in de romaanse stijl, vaak een tongewelf, worden gemaakt.
In de gotiek slaagde men erin om de gordelboog kleiner en kleiner uit te voeren. Ook werd het tongewelf vervangen door het kruisgewelf. Hierdoor werd de gordelboog even breed en dik als de ribben in het kruisgewelf. De kracht van het dak werd daarbij niet alleen door de gordelboog afgevoerd, maar ook door de ribben van het kruisgewelf.

## Galerij

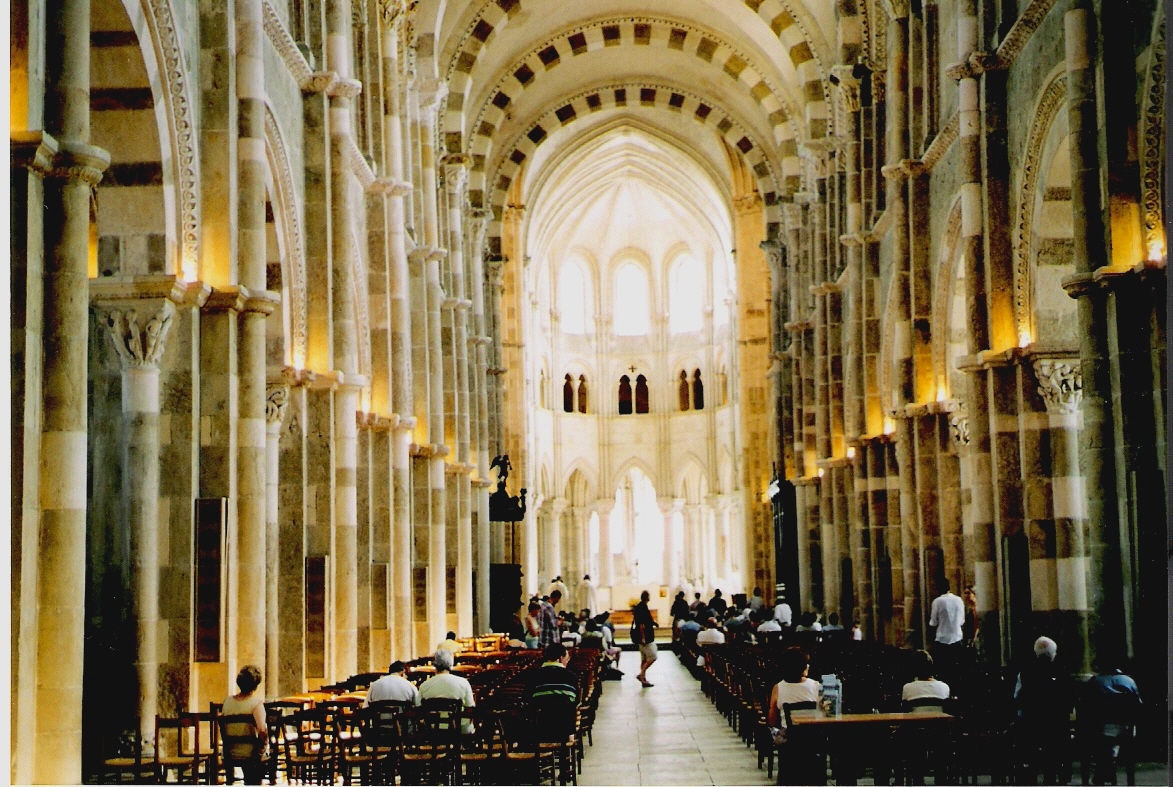
Interieur van de Basiliek van Vézelay met gordelbogen (middel-boven op de foto)
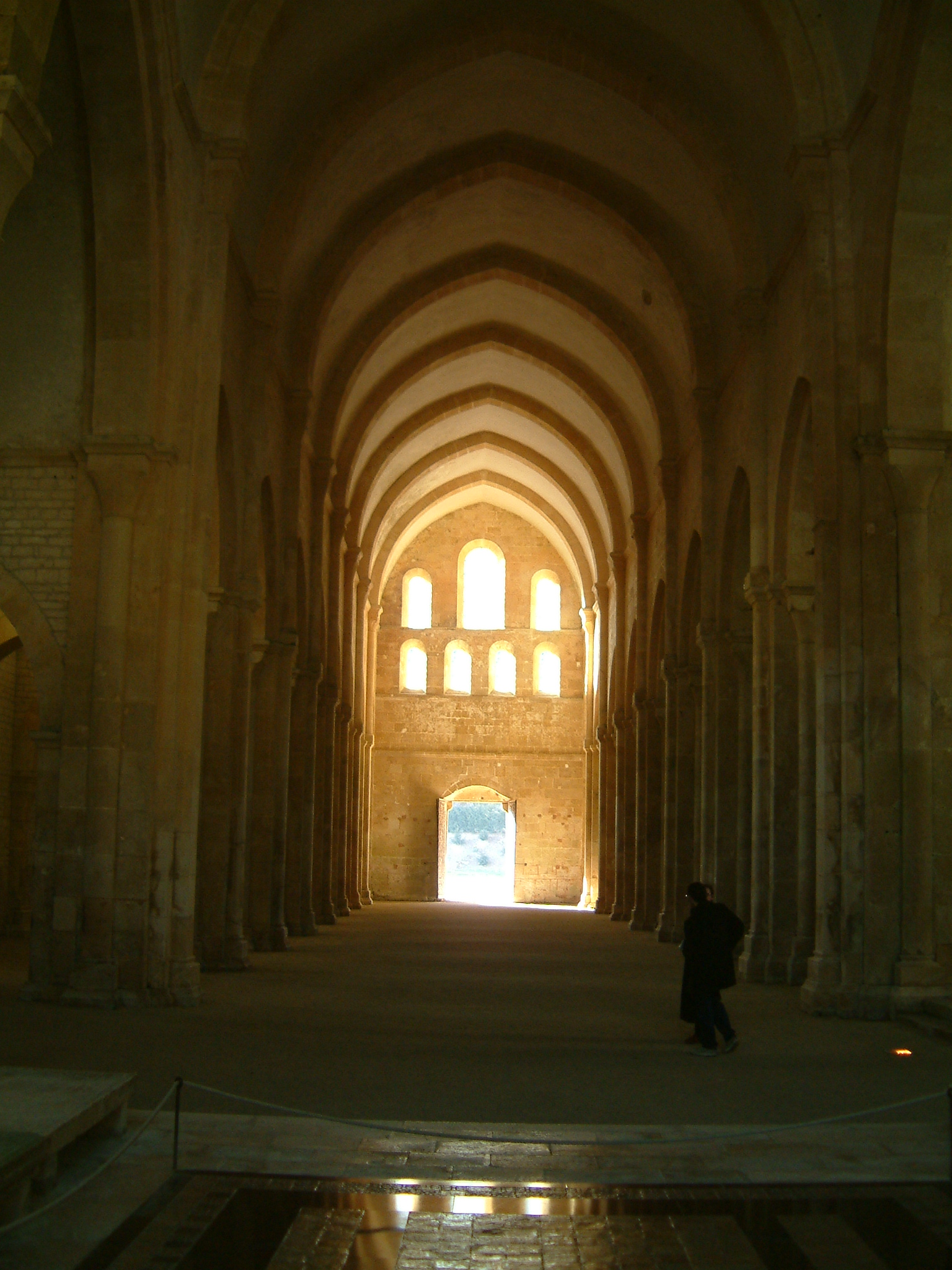
Schip van de Abdij van Fontenay met gordelbogen in het plafond